# L'età del ferro
L'età del ferro è un programma televisivo documentario ideato e condotto da Roberto Rossellini e diretto dal figlio Renzo, trasmesso in cinque puntate dal 19 febbraio al 19 marzo 1965 sul Secondo Programma.

## Descrizione
Con l'ausilio del narratore Giancarlo Sbragia, si parla del ferro come filo conduttore per documentare il ruolo di questo prezioso elemento nello sviluppo della civiltà dell'uomo.